# アルダブリウス (447年の執政官)
フラウィウス・アルダブリウス（ラテン語: Flavius Ardaburius、425年頃 - 471年）は5世紀のゲルマン人で、東ローマ帝国の軍人。半世紀にわたって東ローマ帝国を実質的に支配したゲルマン人の将軍アスパルの息子。447年の執政官。

## 生涯
アルダブリウスは425年頃、東ローマ帝国の高官であったアラン人アスパルの息子として生まれた。アルダブリウスの父アスパルには3人の妻がおり、少なくとも2人はゴート族の出身で、一人は東ローマ帝国で高位の軍人だったゴート人トゥリアリウスの姉妹、もう一人はトゥリアリウスの娘であったとされる。弟には459年の執政官ユリウス・パトリキウス（アスパルの次男）、465年の執政官エルマネリック（アスパルの三男）がいる。
427年には祖父のアルダブリウスが、434年には父アスパルが、それぞれテオドシウス2世によって執政官に任命されている。アルダブリウスもまた、テオドシウス2世によって443年にプラエトルに、447年に執政官に任命された。
450年にテオドシウス2世が没すると、父アスパルがアスパルの忠実な執事であったマルキアヌスをアスパルの傀儡として東ローマ皇帝に擁立した。しかしマルキアヌスは西ローマ皇帝ウァレンティニアヌス3世に相談することなく皇帝として宣言されたため、ローマからは452年頃まで正式な皇帝として承認されなかった。
アルダブリウスは450年から453年の間に、トラキアの蛮族やサーサーン朝との戦いで勝利を重ねた。これら戦勝への報賞としてアルダブリウスには453年にパトリキの称号が与えられ、オリエンス道のマギステル・ミリトゥムに就任した。オリエンス道のマギステル・ミリトゥムとなったアルダブリウスは、ダマスカス近くでサラセン人と戦い、同453年中に彼らと有利な条件で和平を結んだ。こうしたアルダブリウスの活躍によりアルダブリウスが治める地域には平穏が訪れ、アルダブリウスはアンティオキアやダフネでパントマイムや手品などの舞台芸能を堪能することができた。この頃、アルダブリウスはダフネで私設の浴場（プリバトン）を保有していた。この浴場は、アルダブリウスの別荘と考えられているダフネの邸宅から出土したメガロプシュキアを擬人化したモザイク地図に記載されていることで有名である。
457年1月27日にマルキアヌスが死亡すると、コンスタンティノポリス元老院は父アスパルを皇帝として指名したが、アスパルは辞退し、代わりにアスパルは自分の部隊からベス族の兵士レオ（レオ1世）を選んで傀儡として即位させた。レオ1世はローマ皇帝としては初めて就任に際してコンスタンティノープル総主教から戴冠されたが、そこには先に擁立したマルキアヌスが正当な皇帝として承認されなかった反省からレオの即位を神の意志による選択として正当化しようとするアスパルの思惑があったものと考えられる。これ以後、東ローマ帝国において正統な皇帝を立てるには教会による同意が必要不可欠なものとなった。
459年、アンティオキアの市民から尊敬を集めていた聖シメオンが死亡した。アルダブリウスは自ら聖者の柱へと赴き弔意を表すると、遺体を前年の458年9月中旬に大規模な震災に見舞われたばかりだったアンティオキアに与えた。アルダブリウスは600人のゴート兵らとともに遺体をアンティオキアまで厳かに護送し、アンティオキアに遺体を永遠に安置するための聖シメオン教会を建設した。皇帝レオ1世は聖シメオンの遺体をコンスタンティノープルに譲り受けたいとアルダブリウスに願い出たがが、アルダブリウスは遺体をアンティオキアに留め置きたいというアンティオキア市民からの嘆願を聞き入れ、皇帝の要求を退けている。聖シメオンの遺体はアンティオキアで最大の敬意をもって扱われ、司教や助祭が棺の前で毎日ミサを行ったという。
466年、アルダブリウスはオリエンス道のマギステル・ミリトゥムから罷免されてしまう。これは皇帝レオ1世が雇い入れたイサウリア人の酋長タラシコデッサがレオ1世に取り入るために、アルダブリウスをサーサーン朝との内通の嫌疑で告発したからであった。この報賞としてタラシコデッサにはレオ1世の娘アエリア・アリアドネとの結婚が認められ、ギリシア語でゼノンと名乗ることが許された。
しかし469年、ゼノンはトラキアで反乱に遭い、命からがら逃亡する醜態をさらすことになった。これにより再びアルダブリウスは名声を取り戻すこととなり、レオ1世はアルダブリウスの次弟ユリウス・パトリキウスを副帝に任命し、娘の一人レオンティアをユリウス・パトリキウスに嫁がせることを宣言した。471年、アルダブリウスは何らかの理由でゴート人の王ビゲリスと争い、ビゲリスを殺害した。これがアルダブリウスにとって最後の活躍となった。
同471年、アルダブリウスはゼノンによって扇動された暴徒達によって父アスパルとともにカルケドンの聖エウフェミア教会へ追い詰められ、ゼノンの手の者によって殺害された。